# Скат-метелик атлантичний
Скат-мете́лик атланти́чний (Gymnura altavela) — вид скатів родини Скатометеликові (Gymnuridae). Сягає довжини 4 м, зазвичай до 2 м.

## Ареал
Поширений у прибережних водах Атлантики. В західній Атлантиці від півдня Нової Англії (США) і Бразилії до Аргентини. В східній Атлантиці від Португалії до Амбріша в Анголі (Середземне море включно, також у Чорному морі й біля Мадейри та Канар).